# Fred Crane
Fred Crane, nome artístico de Herman Frederick Crane (New Orleans, 22 de março de 1918 – Atlanta, 21 de agosto de 2008) foi um ator estadunidense que trabalhou no cinema e na televisão, e também como anunciador do rádio. É mais lembrado hoje por sua performance no filme E o Vento Levou, de 1939, onde interpretou Brent Tarleton, um dos amigos da protagonista, Scarlett O'Hara (Vivien Leigh).
Ele sofria de diabetes e faleceu em decorrência de complicações da doença, informou sua esposa ao Atlanta Journal-Constitution. Crane, que tinha 90 anos, morava com a mulher em Barnesville, sul de Atlanta (EUA), onde mantinha o "Tarleton Oaks", café que homenageava Brent Tarleton, seu personagem no épico de guerra.
Depois do sucesso de E o Vento Levou, o ator trabalhou em seriados famosos de TV, como Perdidos no Espaço e Viagem ao Fundo do Mar.
Fred Crane casou cinco vezes e deixou quatro filhos, oito netos e um bisneto.

## Filmografia

### Filmes
- Gone with the Wind (E o Vento Levou) - (1939), como Brent Tarleton
- The Cisco Kid - (1949), como Henchman Duke

### Televisão
- Surfside 6
- Lawman
- Lost in Space
- Voyage to the Bottom of the Sea